# Onze-Lieve-Vrouw van de Engelenkerk (Merlimont)
De Onze-Lieve-Vrouw van de Engelenkerk (Frans: Église Notre-Dame des Anges) is de parochiekerk van de in de tot het Franse departement Pas-de-Calais behorende gemeente Merlimont gelegen badplaats Merlimont-Plage.
De kerk heette aanvankelijk: Onze-Lieve-Vrouw van de Kinderenkerk (Église Notre-Dame des Enfants). Zij werd gebouwd in 1912 naar ontwerp van Collart. In 1924 werd zij nog vergroot met een overdekte gaanderij. De kerk werd opgetrokken in Collart. Tijdens de Tweede Wereldoorlog werd de kerk beschadigd en daarna weer hersteld.